# Liste der Monuments historiques in Thuré
Die Liste der Monuments historiques in Thuré führt die Monuments historiques in der französischen Gemeinde Thuré auf.

## Liste der Bauwerke
| Bezeichnung               | Beschreibung                           | Standort | Kennzeichnung | Schutzstatus | Datum | Bild           |
| ------------------------- | -------------------------------------- | -------- | ------------- | ------------ | ----- | -------------- |
| Kirche St-Pierre          | Erbaut im 12. Jahrhundert              | (Lage)   | PA00105742    | Classé       | 1910  | weitere Bilder |
| Château de la Massardière | Schloss, erbaut ab dem 15. Jahrhundert | (Lage)   | PA00105741    | Classé       | 1932  | weitere Bilder |

## Liste der Objekte
- Monuments historiques (Objekte) in Thuré in der Base Palissy des französischen Kultusministeriums